# Monachaster
Monachaster is een geslacht van zeesterren uit de familie Oreasteridae.

## Soort
- Monachaster sanderi (Meissner, 1892)